# Medusa con la testa di Perseo
Medusa con la testa di Perseo è una scultura creata dallo scultore italoargentino Luciano Garbati nel 2008. La statua ritrae la Gorgone Medusa che tiene una spada e la testa mozzata di Perseo tra le mani, capovolgendo il mito greco. Una versione in bronzo è stata esposta temporaneamente nel parco di Collect Pond, situato nell'isola di Manhattan, a New York.
Un decennio dopo la sua realizzazione, la statua ha acquisito molta popolarità ed è stata associata al movimento #MeToo.

## Descrizione

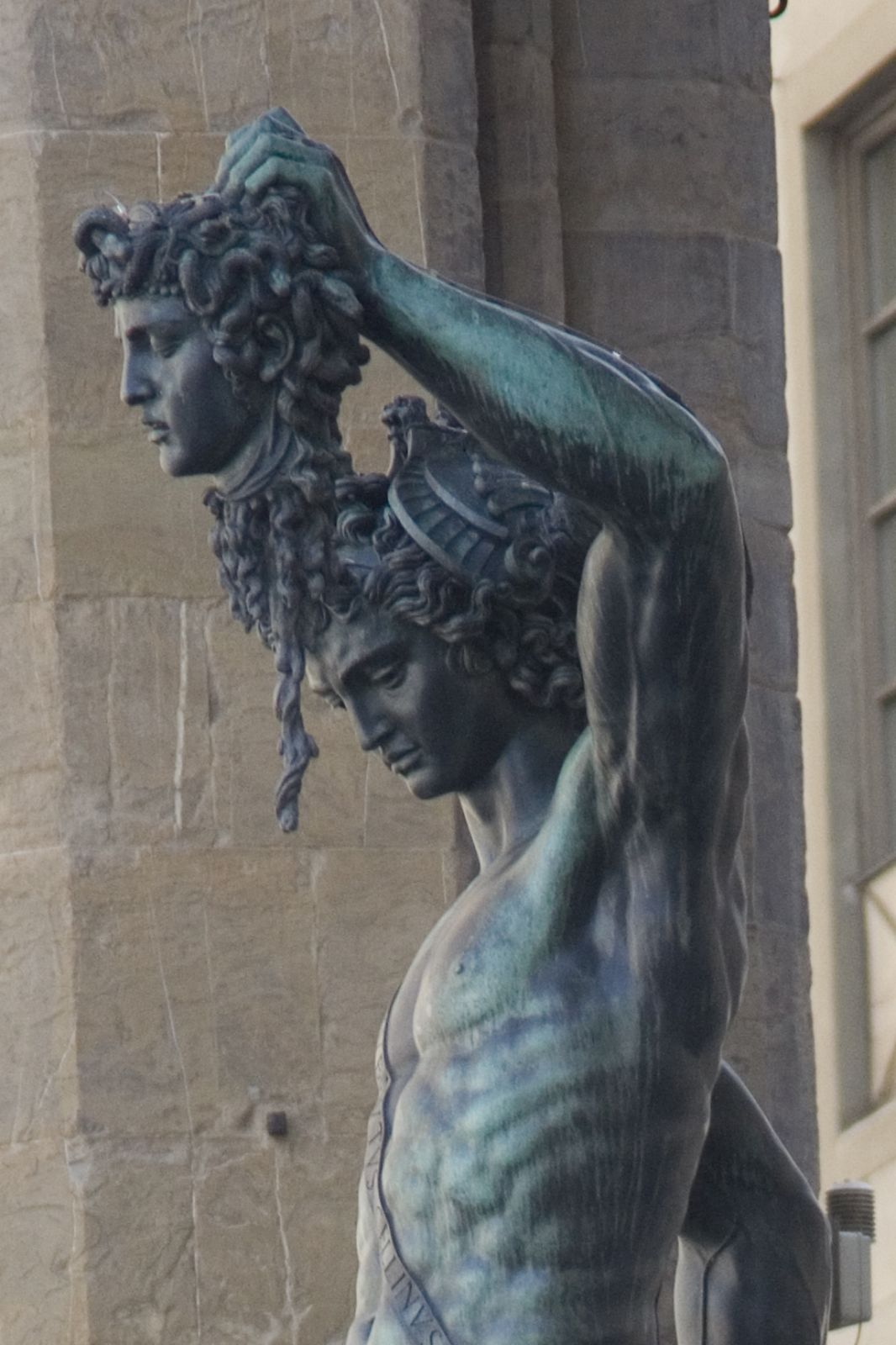
Un particolare del Perseo con la testa di Medusa di Benvenuto Cellini, che ha ispirato la statua di Garbati.

La scultura raffigura Medusa in piedi, completamente nuda, che regge la testa recisa di Perseo nella mano destra e una spada nella sinistra. Il suo sguardo non è trionfante, bensì risoluto. L'opera venne inizialmente scolpita in argilla e poi venne realizzata in resina con dei rinforzi in fibra di vetro. La statua è alta 2 metri e 10 centimetri.
Garbati è cresciuto in una cittadina vicino a Firenze, dove si trova il Perseo con la testa di Medusa di Benvenuto Cellini, conservato nella Loggia dei Lanzi presso Piazza della Signoria. Garbati ammirava l'opera del Cellini e voleva realizzare una statua che capovolgesse i ruoli della storia. Infatti, egli mise in discussione la caratterizzazione di Medusa come mostro, sottolineando come nel mito greco ella fosse stata dapprima stuprata da Poseidone, poi trasformata in una creatura mostruosa e infine uccisa da Perseo. Per questo motivo, all'infuori dei capelli serpentini, Medusa non ha i tratti mostruosi che le attribuivano le fonti antiche (come le zanne che sporgevano dalla bocca) ma ha l'aspetto di una donna normale.
In un'intervista egli ha rivelato che la differenza tra il Perseo di Cellini e la sua Medusa risiede nel fatto che il primo è trionfante sulla Gorgone sconfitta e ne solleva il capo decollato, mentre la seconda è determinata e ha agito per autodifesa. In seguito Luciano Garbati rivelò che non era a conoscenza del fatto che Medusa fosse un'icona femminista.

## Versione in bronzo

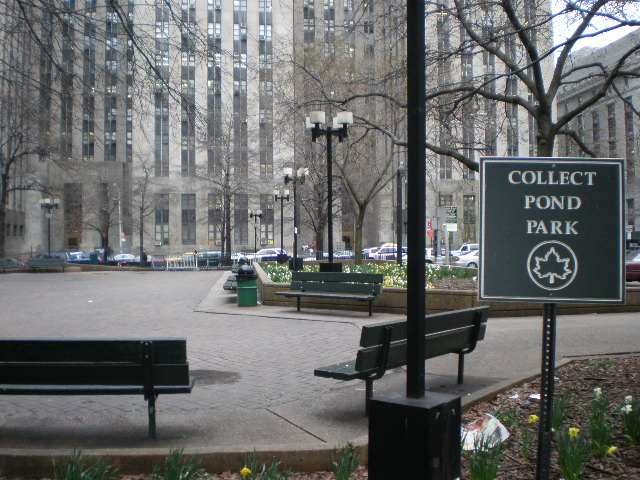
Il parco Collect Pond, situato nella Manhattan meridionale, dove venne installata la statua bronzea.

Nel 2018, una fotografia della scultura, accompagnata dalla scritta "Siate grati che vogliamo solo l'uguaglianza e non il farvela pagare" (in inglese: Be thankful we only want equality and not payback), divenne virale nei servizi di reti sociali. L'immagine venne vista dalla fotografa newyorkese Bek Andersen, che cercò di contattare in fretta un anonimo mecenate. Medusa con la testa di Perseo fu al centro di una mostra organizzata nel Bowery dalla Andersen che durò dal novembre del 2018 al gennaio del 2019.
In seguito Andersen e Garbati collaborarono per installare una replica in bronzo nel parco Collect Pond, di fronte all'edificio del tribunale penale della contea di Nuova York (dove Harvey Weinstein venne processato e condannato per violenza sessuale). Inoltre, Andersen si ispirò alla scultura di Garbati per fondare il progetto artistico Medusa with the head ("Medusa con la testa"; in acronimo MWTH).

## Controversie
Dopo che nel 2020 la versione in bronzo venne installata davanti al tribunale nuovaiorchese, la scultura e il suo autore furono oggetto di alcune polemiche. Alcuni hanno contestato il fatto che la statua fosse stata realizzata da un uomo, vedendo nella sua Medusa una cooptazione del movimento #MeToo, mentre altri accusarono l'opera di eurocentrismo, rammentando come il movimento #MeToo fosse stato fondato da una donna afroamericana. Delle esponenti del movimento criticarono l'idealizzazione del corpo nudo della Gorgone e la sua mancanza di peli pubici, al che Garbati rispose di essersi semplicemente rifatto alla tradizione classica che rappresentava così anche gli uomini.